# Agnieszka Osiecka

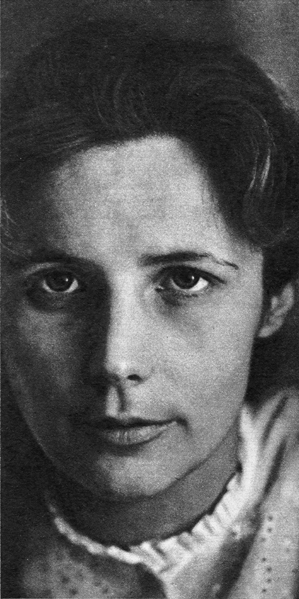
Osiecka im Jahre 1965

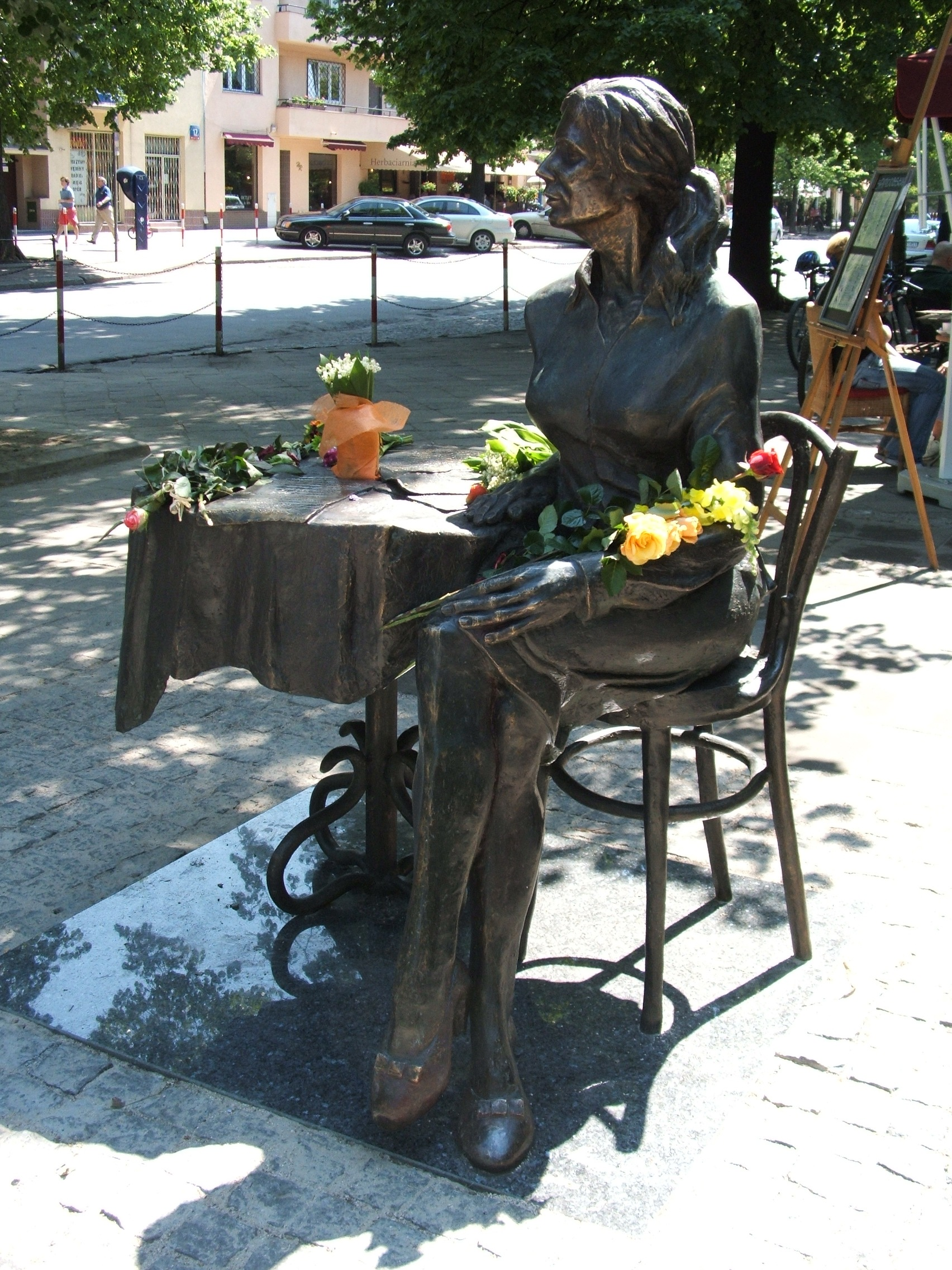
Denkmal für Agnieszka Osiecka in Warschau

Agnieszka Osiecka (* 9. Oktober 1936 in Warschau; † 7. März 1997 ebenda) war eine polnische Schriftstellerin, Dichterin und Songtexterin. 

## Leben
Agnieszka Osiecka studierte in den 1950er-Jahren an der Universität Warschau und von 1957 bis 1961 an der Filmhochschule Łódź. Bereits ab 1954 trat sie mit dem Warschauer Studentenkabarett STS (Studenten Theater der Satiriker) auf, schrieb für das Kabarett Texte und gehörte dem demokratisch geführten Künstlerischen Rat der Theatergruppe an. 1954 begann sie ihre Texte auch in zahlreichen polnischen Zeitschriften zu publizieren. Zu ihrem Schaffen gehörten neben Prosaarbeiten und Theaterstücken vor allem Songtexte. Sie schuf im Laufe ihrer Karriere über 2000 Texte zu Liedern, von denen zahlreiche zum Standardrepertoire der polnischen Popmusik und des Chansons gehören. Ihre erfolgreichsten Liedtexte schrieb sie für die Sängerin Maryla Rodowicz. Der von Rodowicz gesungene Song Małgośka aus den 1970er Jahren wurde zur Jahrtausendwende von der polnischen Bevölkerung zum populärsten Lied des 20. Jahrhunderts gewählt. Weitere herausragende Künstler, für die sie Texte schrieb, waren: Kalina Jędrusik, Seweryn Krajewski, Sława Przybylska, Magda Umer und Krystyna Janda. In ihren letzten Lebensjahren war sie mit dem kleinen Theater Teatr Atelier in Sopot verbunden. Dieses Theater wird von dem deutschen Regisseur und Interpreten jiddischer Chansons André Hübner-Ochodlo geführt. Sie schrieb von 1994 bis 1997 zahlreiche Liedtexte für dieses Theater. Nach ihrem Tod wurde das Teatr Atelier nach ihr benannt.
Agnieszka Osiecka starb 1997 nach einer langen Krebserkrankung. 
Im Winter 2020/21 strahlte das Polnische Fernsehen Telewizja Polska (TVP) die 13-teilige biografische TV-Serie Osiecka aus.
Osiecka war Tochter des Pianisten und Komponisten Wiktor Osiecki. Sie war von 1963 bis 1964 mit dem Schauspieler Wojciech Frykowski verheiratet. Ihr zweiter Mann war der Regisseur Wojciech Jesionka. Aus der dritten Ehe mit dem Journalisten Daniel Passent ging die Tochter Agata Passent hervor. Diese ist ebenfalls Journalistin und verwaltet den Nachlass ihrer Mutter gemeinsam mit einer Stiftung.

## Hörspiele
- 1972: Appetit auf Frühkirschen – Regie: Albrecht Surkau (Hörspiel – Rundfunk der DDR)